# Єссіка Русвалль
Єссіка Русвалль (швед. Jessika Roswall; нар. 18 грудня 1972) — шведська політична діячка Поміркованої партії, єврокомісарка з питань довкілля, водних ресурсів і конкурентної циклічної економіки у другій комісії Урсули фон дер Ляєн.
У 2022—2024 роках обіймала посаду міністра у справах Європейського Союзу і міністра з питань співробітництва нордичних країн в уряді Ульфа Крістерссона. Була також депутаткою шведського парламенту від часу загальних виборів 2010 до 2024 року, представляючи виборчий округ Упсала.

## Життєпис
Дочка адвоката Андерса Русвалля. Її мати — вчителька.
1991 року закінчила середню школу. В 1995—1997 роках вивчала історію в Стокгольмському університеті. Потім переїхала до Упсали з метою вивчати право в Упсальському університеті, одержавши 2002 року диплом магістра права.
Після закінчення навчання почала працювати помічницею з правових питань у юридичній фірмі Wigert & Placht. Згодом стала адвокаткою, спеціалізуючись на кримінальному та сімейному праві.
Одночасно була депутаткою муніципальної ради комуни Енчепінг.
На парламентських виборах 2010 року обрана депутаткою парламенту від Поміркованої партії. Щойно одержавши мандат, ввійшла до складу податкового комітету. З 2011 року належить до комітету з цивільних справ, де займається, зокрема, питаннями споживчої політики. З 2015 року входить також до ради прозорості Шведського агентства споживачів. 2019 року стала речницею своєї партії з питань відносин з ЄС.
З 18 жовтня 2022 року очолює шведське міністерство у справах ЄС і міністерство з питань нордичного співробітництва в уряді Ульфа Крістерссона.
Після виборів до Європарламенту 2024 року уряд Швеції висунув Русвалль на єврокомісара під керівництвом голови комісії Урсули фон дер Ляєн.